# Mamoru Samuragochi
Mamoru Samuragochi, född den 21 september 1963, är en påstådd japansk kompositör från Hiroshima prefektur, länge känd som "Japans Beethoven", då han påstod sig vara döv sedan 25 års ålder. Samuragochi angavs som kompositör till musik i dataspelen Resident Evil och Onimusha: Warlords. Han påstod sig också ha komponerat symfonin Hiroshima. I januari 2014 avslöjades det att Samuragochi inte är döv och att större delen av hans musik komponerats av den i stort sett okände musikläraren Takashi Niigaki, som säger sig framställt ett tjugotal musikstycken åt Samuragochi.